# Draft NFL 2020
Il Draft NFL 2020 è stata  l'85ª edizione delle selezioni dei migliori giocatori provenienti dal college da parte delle franchigie della National Football League. L'evento avrebbe dovuto svolgersi dal 23 al 25 aprile 2020 a Paradise, Nevada, venendo quindi spostato dopo un solo anno rispetto alla sede dell'edizione precedente, svoltasi a Nashville, Tennessee. A causa della pandemia da COVID-19, l'evento a Las Vegas fu cancellato e venne quindi svolto virtualmente in videoconferenza. La prima scelta assoluta era detenuta dai Cincinnati Bengals che scelsero il quarterback da LSU Joe Burrow.

## Scelte
| C  | Centro            |    | CB               | Cornerback |                  | DB | Defensive back    |  | DE | Defensive end |
| DL | Defensive lineman | DT | Defensive tackle | FB         | Fullback         | FS | Free safety       |  |    |               |
| G  | Guardia           | HB | Halfback         | K          | Placekicker      | KR | Kick returner     |  |    |               |
| LB | Linebacker        | LS | Long snapper     | OT         | Offensive tackle | OL | Offensive lineman |  |    |               |
| NT | Nose tackle       | P  | Punter           | PR         | Punt returner    | QB | Quarterback       |  |    |               |
| RB | Running back      | S  | Safety           | SS         | Strong safety    | TB | Tailback          |  |    |               |
| TE | Tight end         | WR | Wide receiver    |            |                  |    |                   |  |    |               |

|  | = Pro Bowler |

|  | Giro | Scelta | Squadra              | Giocatore                                                             | Ruolo                                                                 | College                                                               | Conference                                                            |                                                                       |
|  | ---- | ------ | -------------------- | --------------------------------------------------------------------- | --------------------------------------------------------------------- | --------------------------------------------------------------------- | --------------------------------------------------------------------- | --------------------------------------------------------------------- |
|  | 1    | 1      | Cincinnati Bengals   | Joe Burrow                                                            | QB                                                                    | LSU                                                                   | SEC                                                                   |                                                                       |
|  | 1    | 2      | Washington Redskins  | Chase Young                                                           | DE                                                                    | Ohio State                                                            | Big Ten                                                               |                                                                       |
|  | 1    | 3      | Detroit Lions        | Jeff Okudah                                                           | CB                                                                    | Ohio State                                                            | Big Ten                                                               |                                                                       |
|  | 1    | 4      | New York Giants      | Andrew Thomas                                                         | OT                                                                    | Georgia                                                               | SEC                                                                   |                                                                       |
|  | 1    | 5      | Miami Dolphins       | Tua Tagovailoa                                                        | QB                                                                    | Alabama                                                               | SEC                                                                   |                                                                       |
|  | 1    | 6      | Los Angeles Chargers | Justin Herbert                                                        | QB                                                                    | Oregon                                                                | Pac-12                                                                |                                                                       |
|  | 1    | 7      | Carolina Panthers    | Derrick Brown                                                         | DT                                                                    | Auburn                                                                | SEC                                                                   |                                                                       |
|  | 1    | 8      | Arizona Cardinals    | Isaiah Simmons                                                        | LB                                                                    | Clemson                                                               | ACC                                                                   |                                                                       |
|  | 1    | 9      | Jacksonville Jaguars | C.J. Henderson                                                        | CB                                                                    | Florida                                                               | SEC                                                                   |                                                                       |
|  | 1    | 10     | Cleveland Browns     | Jedrick Wills                                                         | OT                                                                    | Alabama                                                               | SEC                                                                   |                                                                       |
|  | 1    | 11     | New York Jets        | Mekhi Becton                                                          | OT                                                                    | Louisville                                                            | ACC                                                                   |                                                                       |
|  | 1    | 12     | Las Vegas Raiders    | Henry Ruggs                                                           | WR                                                                    | Alabama                                                               | SEC                                                                   |                                                                       |
|  | 1    | 13     | Tampa Bay Buccaneers | Tristan Wirfs                                                         | OT                                                                    | Iowa                                                                  | Big Ten                                                               |                                                                       |
|  | 1    | 14     | San Francisco 49ers  | Javon Kinlaw                                                          | DT                                                                    | South Carolina                                                        | SEC                                                                   |                                                                       |
|  | 1    | 15     | Denver Broncos       | Jerry Jeudy                                                           | WR                                                                    | Alabama                                                               | SEC                                                                   |                                                                       |
|  | 1    | 16     | Atlanta Falcons      | A.J. Terrell                                                          | CB                                                                    | Clemson                                                               | ACC                                                                   |                                                                       |
|  | 1    | 17     | Dallas Cowboys       | CeeDee Lamb                                                           | WR                                                                    | Oklahoma                                                              | Big 12                                                                |                                                                       |
|  | 1    | 18     | Miami Dolphins       | Austin Jackson                                                        | OT                                                                    | USC                                                                   | Pac-12                                                                |                                                                       |
|  | 1    | 19     | Las Vegas Raiders    | Damon Arnette                                                         | CB                                                                    | Ohio State                                                            | Big Ten                                                               |                                                                       |
|  | 1    | 20     | Jacksonville Jaguars | K'Lavon Chaisson                                                      | LB                                                                    | LSU                                                                   | SEC                                                                   |                                                                       |
|  | 1    | 21     | Philadelphia Eagles  | Jalen Reagor                                                          | WR                                                                    | TCU                                                                   | Big 12                                                                |                                                                       |
|  | 1    | 22     | Minnesota Vikings    | Justin Jefferson                                                      | WR                                                                    | LSU                                                                   | SEC                                                                   |                                                                       |
|  | 1    | 23     | Los Angeles Chargers | Kenneth Murray                                                        | LB                                                                    | Oklahoma                                                              | Big 12                                                                |                                                                       |
|  | 1    | 24     | New Orleans Saints   | Cesar Ruiz                                                            | C                                                                     | Michigan                                                              | Big Ten                                                               |                                                                       |
|  | 1    | 25     | San Francisco 49ers  | Brandon Aiyuk                                                         | WR                                                                    | Arizona State                                                         | Pac-12                                                                |                                                                       |
|  | 1    | 26     | Green Bay Packers    | Jordan Love                                                           | QB                                                                    | Utah State                                                            | MW                                                                    |                                                                       |
|  | 1    | 27     | Seattle Seahawks     | Jordyn Brooks                                                         | LB                                                                    | Texas Tech                                                            | Big 12                                                                |                                                                       |
|  | 1    | 28     | Baltimore Ravens     | Patrick Queen                                                         | LB                                                                    | LSU                                                                   | SEC                                                                   |                                                                       |
|  | 1    | 29     | Tennessee Titans     | Isaiah Wilson                                                         | OT                                                                    | Georgia                                                               | SEC                                                                   |                                                                       |
|  | 1    | 30     | Miami Dolphins       | Noah Igbinoghene                                                      | CB                                                                    | Auburn                                                                | SEC                                                                   |                                                                       |
|  | 1    | 31     | Minnesota Vikings    | Jeff Gladney                                                          | CB                                                                    | TCU                                                                   | Big 12                                                                |                                                                       |
|  | 1    | 32     | Kansas City Chiefs   | Clyde Edwards-Helaire                                                 | RB                                                                    | LSU                                                                   | SEC                                                                   |                                                                       |
|  | 2    | 33     | Cincinnati Bengals   | Tee Higgins                                                           | WR                                                                    | Clemson                                                               | ACC                                                                   |                                                                       |
|  | 2    | 34     | Indianapolis Colts   | Michael Pittman Jr.                                                   | WR                                                                    | USC                                                                   | Pac-12                                                                |                                                                       |
|  | 2    | 35     | Detroit Lions        | D'Andre Swift                                                         | RB                                                                    | Georgia                                                               | SEC                                                                   |                                                                       |
|  | 2    | 36     | New York Giants      | Xavier McKinney                                                       | S                                                                     | Alabama                                                               | SEC                                                                   |                                                                       |
|  | 2    | 37     | New England Patriots | Kyle Dugger                                                           | S                                                                     | Lenoir–Rhyne                                                          | SAC                                                                   |                                                                       |
|  | 2    | 38     | Carolina Panthers    | Yetur Gross-Matos                                                     | DE                                                                    | Penn State                                                            | Big Ten                                                               |                                                                       |
|  | 2    | 39     | Miami Dolphins       | Robert Hunt                                                           | G                                                                     | Louisiana                                                             | Sun Belt                                                              |                                                                       |
|  | 2    | 40     | Houston Texans       | Ross Blacklock                                                        | DT                                                                    | TCU                                                                   | Big 12                                                                |                                                                       |
|  | 2    | 41     | Indianapolis Colts   | Jonathan Taylor                                                       | RB                                                                    | Wisconsin                                                             | Big Ten                                                               |                                                                       |
|  | 2    | 42     | Jacksonville Jaguars | Laviska Shenault                                                      | WR                                                                    | Colorado                                                              | Pac-12                                                                |                                                                       |
|  | 2    | 43     | Chicago Bears        | Cole Kmet                                                             | TE                                                                    | Notre Dame                                                            | Ind. (FBS)                                                            |                                                                       |
|  | 2    | 44     | Cleveland Browns     | Grant Delpit                                                          | S                                                                     | LSU                                                                   | SEC                                                                   |                                                                       |
|  | 2    | 45     | Tampa Bay Buccaneers | Antoine Winfield Jr.                                                  | S                                                                     | Minnesota                                                             | Big Ten                                                               |                                                                       |
|  | 2    | 46     | Denver Broncos       | K.J. Hamler                                                           | WR                                                                    | Penn State                                                            | Big Ten                                                               |                                                                       |
|  | 2    | 47     | Atlanta Falcons      | Marlon Davidson                                                       | DE                                                                    | Auburn                                                                | SEC                                                                   |                                                                       |
|  | 2    | 48     | Seattle Seahawks     | Darrell Taylor                                                        | DE                                                                    | Tennessee                                                             | SEC                                                                   |                                                                       |
|  | 2    | 49     | Pittsburgh Steelers  | Chase Claypool                                                        | WR                                                                    | Notre Dame                                                            | Ind. (FBS)                                                            |                                                                       |
|  | 2    | 50     | Chicago Bears        | Jaylon Johnson                                                        | CB                                                                    | Utah                                                                  | Pac-12                                                                |                                                                       |
|  | 2    | 51     | Dallas Cowboys       | Trevon Diggs                                                          | CB                                                                    | Alabama                                                               | SEC                                                                   |                                                                       |
|  | 2    | 52     | Los Angeles Rams     | Cam Akers                                                             | RB                                                                    | Florida State                                                         | ACC                                                                   |                                                                       |
|  | 2    | 53     | Philadelphia Eagles  | Jalen Hurts                                                           | QB                                                                    | Oklahoma                                                              | Big 12                                                                |                                                                       |
|  | 2    | 54     | Buffalo Bills        | A.J. Epenesa                                                          | DE                                                                    | Iowa                                                                  | Big Ten                                                               |                                                                       |
|  | 2    | 55     | Baltimore Ravens     | J.K. Dobbins                                                          | RB                                                                    | Ohio State                                                            | Big Ten                                                               |                                                                       |
|  | 2    | 56     | Miami Dolphins       | Raekwon Davis                                                         | DT                                                                    | Alabama                                                               | SEC                                                                   |                                                                       |
|  | 2    | 57     | Los Angeles Rams     | Van Jefferson                                                         | WR                                                                    | Florida                                                               | SEC                                                                   |                                                                       |
|  | 2    | 58     | Minnesota Vikings    | Ezra Cleveland                                                        | OT                                                                    | Boise State                                                           | MW                                                                    |                                                                       |
|  | 2    | 59     | New York Jets        | Denzel Mims                                                           | WR                                                                    | Baylor                                                                | Big 12                                                                |                                                                       |
|  | 2    | 60     | New England Patriots | Josh Uche                                                             | OLB                                                                   | Michigan                                                              | Big Ten                                                               |                                                                       |
|  | 2    | 61     | Tennessee Titans     | Kristian Fulton                                                       | CB                                                                    | LSU                                                                   | SEC                                                                   |                                                                       |
|  | 2    | 62     | Green Bay Packers    | A.J. Dillon                                                           | RB                                                                    | Boston College                                                        | ACC                                                                   |                                                                       |
|  | 2    | 63     | Kansas City Chiefs   | Willie Gay                                                            | ILB                                                                   | Mississippi State                                                     | SEC                                                                   |                                                                       |
|  | 2    | 64     | Carolina Panthers    | Jeremy Chinn                                                          | S                                                                     | Southern Illinois                                                     | MVFC                                                                  |                                                                       |
|  | 3    | 65     | Cincinnati Bengals   | Logan Wilson                                                          | ILB                                                                   | Wyoming                                                               | MW                                                                    |                                                                       |
|  | 3    | 66     | Washington Redskins  | Antonio Gibson                                                        | RB                                                                    | Memphis                                                               | The American                                                          |                                                                       |
|  | 3    | 67     | Detroit Lions        | Julian Okwara                                                         | OLB                                                                   | Notre Dame                                                            | Ind. (FBS)                                                            |                                                                       |
|  | 3    | 68     | New York Jets        | Ashtyn Davis                                                          | S                                                                     | California                                                            | Pac-12                                                                |                                                                       |
|  | 3    | 69     | Seattle Seahawks     | Damien Lewis                                                          | G                                                                     | LSU                                                                   | SEC                                                                   |                                                                       |
|  | 3    | 70     | Miami Dolphins       | Brandon Jones                                                         | S                                                                     | Texas                                                                 | Big 12                                                                |                                                                       |
|  | 3    | 71     | Baltimore Ravens     | Justin Madubuike                                                      | DT                                                                    | Texas A&M                                                             | SEC                                                                   |                                                                       |
|  | 3    | 72     | Arizona Cardinals    | Josh Jones                                                            | OT                                                                    | Houston                                                               | The American                                                          |                                                                       |
|  | 3    | 73     | Jacksonville Jaguars | DaVon Hamilton                                                        | DT                                                                    | Ohio State                                                            | Big Ten                                                               |                                                                       |
|  | 3    | 74     | New Orleans Saints   | Zack Baun                                                             | OLB                                                                   | Wisconsin                                                             | Big Ten                                                               |                                                                       |
|  | 3    | 75     | Detroit Lions        | Jonah Jackson                                                         | G                                                                     | Ohio State                                                            | Big Ten                                                               |                                                                       |
|  | 3    | 76     | Tampa Bay Buccaneers | Ke'Shawn Vaughn                                                       | RB                                                                    | Vanderbilt                                                            | SEC                                                                   |                                                                       |
|  | 3    | 77     | Denver Broncos       | Michael Ojemudia                                                      | CB                                                                    | Iowa                                                                  | Big Ten                                                               |                                                                       |
|  | 3    | 78     | Atlanta Falcons      | Matt Hennessy                                                         | C                                                                     | Temple                                                                | The American                                                          |                                                                       |
|  | 3    | 79     | New York Jets        | Jabari Zuniga                                                         | DE                                                                    | Florida                                                               | SEC                                                                   |                                                                       |
|  | 3    | 80     | Las Vegas Raiders    | Lynn Bowden                                                           | WR                                                                    | Kentucky                                                              | SEC                                                                   |                                                                       |
|  | 3    | 81     | Las Vegas Raiders    | Bryan Edwards                                                         | WR                                                                    | South Carolina                                                        | SEC                                                                   |                                                                       |
|  | 3    | 82     | Dallas Cowboys       | Neville Gallimore                                                     | DT                                                                    | Oklahoma                                                              | Big 12                                                                |                                                                       |
|  | 3    | 83     | Denver Broncos       | Lloyd Cushenberry                                                     | C                                                                     | LSU                                                                   | SEC                                                                   |                                                                       |
|  | 3    | 84     | Los Angeles Rams     | Terrell Lewis                                                         | OLB                                                                   | Alabama                                                               | SEC                                                                   |                                                                       |
|  | 3    | 85     | Indianapolis Colts   | Julian Blackmon                                                       | S                                                                     | Utah                                                                  | Pac-12                                                                |                                                                       |
|  | 3    | 86     | Buffalo Bills        | Zack Moss                                                             | RB                                                                    | Utah                                                                  | Pac-12                                                                |                                                                       |
|  | 3    | 87     | New England Patriots | Anfernee Jennings                                                     | OLB                                                                   | Alabama                                                               | SEC                                                                   |                                                                       |
|  | 3    | 88     | Cleveland Browns     | Jordan Elliott                                                        | DT                                                                    | Missouri                                                              | SEC                                                                   |                                                                       |
|  | 3    | 89     | Minnesota Vikings    | Cameron Dantzler                                                      | CB                                                                    | Mississippi State                                                     | SEC                                                                   |                                                                       |
|  | 3    | 90     | Houston Texans       | Jonathan Greenard                                                     | OLB                                                                   | Florida                                                               | SEC                                                                   |                                                                       |
|  | 3    | 91     | New England Patriots | Devin Asiasi                                                          | TE                                                                    | UCLA                                                                  | Pac-12                                                                |                                                                       |
|  | 3    | 92     | Baltimore Ravens     | Devin Duvernay                                                        | WR                                                                    | Texas                                                                 | Big 12                                                                |                                                                       |
|  | 3    | 93     | Tennessee Titans     | Darrynton Evans                                                       | RB                                                                    | Appalachian State                                                     | Sun Belt                                                              |                                                                       |
|  | 3    | 94     | Green Bay Packers    | Josiah Deguara                                                        | TE                                                                    | Cincinnati                                                            | The American                                                          |                                                                       |
|  | 3    | 95     | Denver Broncos       | McTelvin Agim                                                         | DT                                                                    | Arkansas                                                              | SEC                                                                   |                                                                       |
|  | 3    | 96     | Kansas City Chiefs   | Lucas Niang                                                           | OT                                                                    | TCU                                                                   | Big 12                                                                |                                                                       |
|  | 3*   | 97     | Cleveland Browns     | Jacob Phillips                                                        | ILB                                                                   | LSU                                                                   | SEC                                                                   |                                                                       |
|  | 3*   | 98     | Baltimore Ravens     | Malik Harrison                                                        | ILB                                                                   | Ohio State                                                            | Big Ten                                                               |                                                                       |
|  | 3*   | 99     | New York Giants      | Matt Peart                                                            | OT                                                                    | UConn                                                                 | The American                                                          |                                                                       |
|  | 3*   | 100    | Las Vegas Raiders    | Tanner Muse                                                           | ILB                                                                   | Clemson                                                               | ACC                                                                   |                                                                       |
|  | 3*   | 101    | New England Patriots | Dalton Keene                                                          | TE                                                                    | Virginia Tech                                                         | ACC                                                                   |                                                                       |
|  | 3*   | 102    | Pittsburgh Steelers  | Alex Highsmith                                                        | OLB                                                                   | Charlotte                                                             | C-USA                                                                 |                                                                       |
|  | 3*   | 103    | Philadelphia Eagles  | Davion Taylor                                                         | OLB                                                                   | Colorado                                                              | Pac-12                                                                |                                                                       |
|  | 3*   | 104    | Los Angeles Rams     | Terrell Burgess                                                       | S                                                                     | Utah                                                                  | Pac-12                                                                |                                                                       |
|  | 3*   | 105    | New Orleans Saints   | Adam Trautman                                                         | TE                                                                    | Dayton                                                                | Pioneer                                                               |                                                                       |
|  | 3*   | 106    | Baltimore Ravens     | Tyre Phillips                                                         | G                                                                     | Mississippi State                                                     | SEC                                                                   |                                                                       |
|  | 4    | 107    | Cincinnati Bengals   | Akeem Davis-Gaither                                                   | OLB                                                                   | Appalachian State                                                     | Sun Belt                                                              |                                                                       |
|  | 4    | 108    | Washington Redskins  | Saahdiq Charles                                                       | OT                                                                    | LSU                                                                   | SEC                                                                   |                                                                       |
|  | 4    | 109    | Las Vegas Raiders    | John Simpson                                                          | G                                                                     | Clemson                                                               | ACC                                                                   |                                                                       |
|  | 4    | 110    | New York Giants      | Darnay Holmes                                                         | CB                                                                    | UCLA                                                                  | Pac-12                                                                |                                                                       |
|  | 4    | 111    | Miami Dolphins       | Solomon Kindley                                                       | G                                                                     | Georgia                                                               | SEC                                                                   |                                                                       |
|  | 4    | 112    | Los Angeles Chargers | Joshua Kelley                                                         | RB                                                                    | UCLA                                                                  | Pac-12                                                                |                                                                       |
|  | 4    | 113    | Carolina Panthers    | Troy Pride                                                            | CB                                                                    | Notre Dame                                                            | Ind. (FBS)                                                            |                                                                       |
|  | 4    | 114    | Arizona Cardinals    | Leki Fotu                                                             | DT                                                                    | Utah                                                                  | Pac-12                                                                |                                                                       |
|  | 4    | 115    | Cleveland Browns     | Harrison Bryant                                                       | TE                                                                    | Florida Atlantic                                                      | C-USA                                                                 |                                                                       |
|  | 4    | 116    | Jacksonville Jaguars | Ben Bartch                                                            | OT                                                                    | St. John's (MN)                                                       | MIAC                                                                  |                                                                       |
|  | 4    | 117    | Minnesota Vikings    | D.J. Wonnum                                                           | DE                                                                    | South Carolina                                                        | SEC                                                                   |                                                                       |
|  | 4    | 118    | Denver Broncos       | Albert Okwuegbunam                                                    | TE                                                                    | Missouri                                                              | SEC                                                                   |                                                                       |
|  | 4    | 119    | Atlanta Falcons      | Mykal Walker                                                          | ILB                                                                   | Fresno State                                                          | MW                                                                    |                                                                       |
|  | 4    | 120    | New York Jets        | La'Mical Perine                                                       | RB                                                                    | Florida                                                               | SEC                                                                   |                                                                       |
|  | 4    | 121    | Detroit Lions        | Logan Stenberg                                                        | G                                                                     | Kentucky                                                              | SEC                                                                   |                                                                       |
|  | 4    | 122    | Indianapolis Colts   | Jacob Eason                                                           | QB                                                                    | Washington                                                            | Pac-12                                                                |                                                                       |
|  | 4    | 123    | Dallas Cowboys       | Reggie Robinson                                                       | CB                                                                    | Tulsa                                                                 | The American                                                          |                                                                       |
|  | 4    | 124    | Pittsburgh Steelers  | Anthony McFarland Jr.                                                 | RB                                                                    | Maryland                                                              | Big Ten                                                               |                                                                       |
|  | 4    | 125    | New York Jets        | James Morgan                                                          | QB                                                                    | Florida International                                                 | C-USA                                                                 |                                                                       |
|  | 4    | 126    | Houston Texans       | Charlie Heck                                                          | OT                                                                    | North Carolina                                                        | ACC                                                                   |                                                                       |
|  | 4    | 127    | Philadelphia Eagles  | K'Von Wallace                                                         | S                                                                     | Clemson                                                               | ACC                                                                   |                                                                       |
|  | 4    | 128    | Buffalo Bills        | Gabriel Davis                                                         | WR                                                                    | UCF                                                                   | The American                                                          |                                                                       |
|  | 4    | 129    | New York Jets        | Cameron Clark                                                         | OT                                                                    | Charlotte                                                             | C-USA                                                                 |                                                                       |
|  | 4    | 130    | Minnesota Vikings    | James Lynch                                                           | DT                                                                    | Baylor                                                                | Big 12                                                                |                                                                       |
|  | 4    | 131    | Arizona Cardinals    | Rashard Lawrence                                                      | DT                                                                    | LSU                                                                   | SEC                                                                   |                                                                       |
|  | 4    | 132    | Minnesota Vikings    | Troy Dye                                                              | LB                                                                    | Oregon                                                                | Pac-12                                                                |                                                                       |
|  | 4    | 133    | Seattle Seahawks     | Colby Parkinson                                                       | TE                                                                    | Stanford                                                              | Pac-12                                                                |                                                                       |
|  | 4    | 134    | Atlanta Falcons      | Jaylinn Hawkins                                                       | S                                                                     | California                                                            | Pac-12                                                                |                                                                       |
|  | 4    | 135    | Pittsburgh Steelers  | Kevin Dotson                                                          | G                                                                     | Louisiana                                                             | Sun Belt                                                              |                                                                       |
|  | 4    | 136    | Los Angeles Rams     | Brycen Hopkins                                                        | TE                                                                    | Purdue                                                                | Big Ten                                                               |                                                                       |
|  | 4    | 137    | Jacksonville Jaguars | Josiah Scott                                                          | CB                                                                    | Michigan State                                                        | Big Ten                                                               |                                                                       |
|  | 4    | 138    | Kansas City Chiefs   | L'Jarius Sneed                                                        | S                                                                     | Louisiana Tech                                                        | C-USA                                                                 |                                                                       |
|  | 4*   | 139    | Las Vegas Raiders    | Amik Robertson                                                        | CB                                                                    | Louisiana Tech                                                        | C-USA                                                                 |                                                                       |
|  | 4*   | 140    | Jacksonville Jaguars | Shaquille Quarterman                                                  | LB                                                                    | Miami (FL)                                                            | ACC                                                                   |                                                                       |
|  | 4*   | 141    | Houston Texans       | John Reid                                                             | CB                                                                    | Penn State                                                            | Big Ten                                                               |                                                                       |
|  | 4*   | 142    | Washington Redskins  | Antonio Gandy-Golden                                                  | WR                                                                    | Liberty                                                               | Ind. (FBS)                                                            |                                                                       |
|  | 4*   | 143    | Baltimore Ravens     | Ben Bredeson                                                          | G                                                                     | Michigan                                                              | Big Ten                                                               |                                                                       |
|  | 4*   | 144    | Seattle Seahawks     | DeeJay Dallas                                                         | RB                                                                    | Miami (FL)                                                            | ACC                                                                   |                                                                       |
|  | 4*   | 145    | Philadelphia Eagles  | Jack Driscoll                                                         | G                                                                     | Auburn                                                                | SEC                                                                   |                                                                       |
|  | 4*   | 146    | Dallas Cowboys       | Tyler Biadasz                                                         | C                                                                     | Wisconsin                                                             | Big Ten                                                               |                                                                       |
|  | 5    | 147    | Cincinnati Bengals   | Khalid Kareem                                                         | DE                                                                    | Notre Dame                                                            | Ind. (FBS)                                                            |                                                                       |
|  | 5    | 148    | Seattle Seahawks     | Alton Robinson                                                        | DE                                                                    | Syracuse                                                              | ACC                                                                   |                                                                       |
|  | 5    | 149    | Indianapolis Colts   | Danny Pinter                                                          | G                                                                     | Ball State                                                            | MAC                                                                   |                                                                       |
|  | 5    | 150    | New York Giants      | Shane Lemieux                                                         | G                                                                     | Oregon                                                                | Pac-12                                                                |                                                                       |
|  | 5    | 151    | Los Angeles Chargers | Joe Reed                                                              | WR                                                                    | Virginia                                                              | ACC                                                                   |                                                                       |
|  | 5    | 152    | Carolina Panthers    | Kenny Robinson                                                        | S                                                                     | West Virginia                                                         | Big 12                                                                |                                                                       |
|  | 5    | 153    | San Francisco 49ers  | Colton McKivitz                                                       | OT                                                                    | West Virginia                                                         | Big 12                                                                |                                                                       |
|  | 5    | –      | Arizona Cardinals    | Rinuncia alla selezione per avere scelto nel draft supplementare 2019 | Rinuncia alla selezione per avere scelto nel draft supplementare 2019 | Rinuncia alla selezione per avere scelto nel draft supplementare 2019 | Rinuncia alla selezione per avere scelto nel draft supplementare 2019 | Rinuncia alla selezione per avere scelto nel draft supplementare 2019 |
|  | 5    | 154    | Miami Dolphins       | Jason Strowbridge                                                     | DE                                                                    | North Carolina                                                        | ACC                                                                   |                                                                       |
|  | 5    | 155    | Chicago Bears        | Trevis Gipson                                                         | OLB                                                                   | Tulsa                                                                 | The American                                                          |                                                                       |
|  | 5    | 156    | Washington Redskins  | Keith Ismael                                                          | C                                                                     | San Diego State                                                       | MW                                                                    |                                                                       |
|  | 5    | 157    | Jacksonville Jaguars | Daniel Thomas                                                         | S                                                                     | Auburn                                                                | SEC                                                                   |                                                                       |
|  | 5    | 158    | New York Jets        | Bryce Hall                                                            | CB                                                                    | Virginia                                                              | ACC                                                                   |                                                                       |
|  | 5    | 159    | New England Patriots | Justin Rohrwasser                                                     | K                                                                     | Marshall                                                              | C-USA                                                                 |                                                                       |
|  | 5    | 160    | Cleveland Browns     | Nick Harris                                                           | C                                                                     | Washington                                                            | Pac-12                                                                |                                                                       |
|  | 5    | 161    | Tampa Bay Buccaneers | Tyler Johnson                                                         | WR                                                                    | Minnesota                                                             | Big Ten                                                               |                                                                       |
|  | 5    | 162    | Washington Redskins  | Khaleke Hudson                                                        | OLB                                                                   | Michigan                                                              | Big Ten                                                               |                                                                       |
|  | 5    | 163    | Chicago Bears        | Kindle Vildor                                                         | CB                                                                    | Georgia Southern                                                      | Sun Belt                                                              |                                                                       |
|  | 5    | 164    | Miami Dolphins       | Curtis Weaver                                                         | DE                                                                    | Boise State                                                           | MW                                                                    |                                                                       |
|  | 5    | 165    | Jacksonville Jaguars | Collin Johnson                                                        | WR                                                                    | Texas                                                                 | Big 12                                                                |                                                                       |
|  | 5    | 166    | Detroit Lions        | Quintez Cephus                                                        | WR                                                                    | Wisconsin                                                             | Big Ten                                                               |                                                                       |
|  | 5    | 167    | Buffalo Bills        | Jake Fromm                                                            | QB                                                                    | Georgia                                                               | SEC                                                                   |                                                                       |
|  | 5    | 168    | Philadelphia Eagles  | John Hightower                                                        | WR                                                                    | Boise State                                                           | MW                                                                    |                                                                       |
|  | 5    | 169    | Minnesota Vikings    | Harrison Hand                                                         | CB                                                                    | Temple                                                                | The American                                                          |                                                                       |
|  | 5    | 170    | Baltimore Ravens     | Broderick Washington                                                  | DT                                                                    | Texas Tech                                                            | Big 12                                                                |                                                                       |
|  | 5    | 171    | Houston Texans       | Isaiah Coulter                                                        | WR                                                                    | Rhode Island                                                          | CAA                                                                   |                                                                       |
|  | 5    | 172    | Detroit Lions        | Jason Huntley                                                         | RB                                                                    | New Mexico State                                                      | Ind. (FBS)                                                            |                                                                       |
|  | 5    | 173    | Chicago Bears        | Darnell Mooney                                                        | WR                                                                    | Tulane                                                                | The American                                                          |                                                                       |
|  | 5    | 174    | Tennessee Titans     | Larrell Murchison                                                     | DT                                                                    | NC State                                                              | ACC                                                                   |                                                                       |
|  | 5    | 175    | Green Bay Packers    | Kamal Martin                                                          | LB                                                                    | Minnesota                                                             | Big Ten                                                               |                                                                       |
|  | 5    | 176    | Minnesota Vikings    | K.J. Osborn                                                           | WR                                                                    | Miami (FL)                                                            | ACC                                                                   |                                                                       |
|  | 5    | 177    | Kansas City Chiefs   | Michael Danna                                                         | DE                                                                    | Michigan                                                              | Big Ten                                                               |                                                                       |
|  | 5    | 178    | Denver Broncos       | Justin Strnad                                                         | LB                                                                    | Wake Forest                                                           | ACC                                                                   |                                                                       |
|  | 5    | 179    | Dallas Cowboys       | Bradlee Anae                                                          | DE                                                                    | Utah                                                                  | Pac-12                                                                |                                                                       |
|  | 6    | 180    | Cincinnati Bengals   | Hakeem Adeniji                                                        | OT                                                                    | Kansas                                                                | Big 12                                                                |                                                                       |
|  | 6    | 181    | Denver Broncos       | Netane Muti                                                           | G                                                                     | Fresno State                                                          | MW                                                                    |                                                                       |
|  | 6    | 182    | New England Patriots | Michael Onwenu                                                        | G                                                                     | Michigan                                                              | Big Ten                                                               |                                                                       |
|  | 6    | 183    | New York Giants      | Cameron Brown                                                         | LB                                                                    | Penn State                                                            | Big Ten                                                               |                                                                       |
|  | 6    | 184    | Carolina Panthers    | Bravvion Roy                                                          | DT                                                                    | Baylor                                                                | Big 12                                                                |                                                                       |
|  | 6    | 185    | Miami Dolphins       | Blake Ferguson                                                        | LS                                                                    | LSU                                                                   | SEC                                                                   |                                                                       |
|  | 6    | 186    | Los Angeles Chargers | Alohi Gilman                                                          | S                                                                     | Notre Dame                                                            | Ind. (FBS)                                                            |                                                                       |
|  | 6    | 187    | Cleveland Browns     | Donovan Peoples-Jones                                                 | WR                                                                    | Michigan                                                              | Big Ten                                                               |                                                                       |
|  | 6    | 188    | Buffalo Bills        | Tyler Bass                                                            | K                                                                     | Georgia Southern                                                      | Sun Belt                                                              |                                                                       |
|  | 6    | 189    | Jacksonville Jaguars | Jake Luton                                                            | QB                                                                    | Oregon State                                                          | Pac-12                                                                |                                                                       |
|  | 6    | 190    | San Francisco 49ers  | Charlie Woerner                                                       | TE                                                                    | Georgia                                                               | SEC                                                                   |                                                                       |
|  | 6    | 191    | New York Jets        | Braden Mann                                                           | P                                                                     | Texas A&M                                                             | SEC                                                                   |                                                                       |
|  | 6    | 192    | Green Bay Packers    | Jon Runyan Jr.                                                        | G                                                                     | Michigan                                                              | Big Ten                                                               |                                                                       |
|  | 6    | 193    | Indianapolis Colts   | Robert Windsor                                                        | DT                                                                    | Penn State                                                            | Big Ten                                                               |                                                                       |
|  | 6    | 194    | Tampa Bay Buccaneers | Khalil Davis                                                          | DT                                                                    | Nebraska                                                              | Big Ten                                                               |                                                                       |
|  | 6    | 195    | New England Patriots | Justin Herron                                                         | OT                                                                    | Wake Forest                                                           | ACC                                                                   |                                                                       |
|  | 6    | 196    | Philadelphia Eagles  | Shaun Bradley                                                         | LB                                                                    | Temple                                                                | The American                                                          |                                                                       |
|  | 6    | 197    | Detroit Lions        | John Penisini                                                         | DT                                                                    | Utah                                                                  | Pac-12                                                                |                                                                       |
|  | 6    | 198    | Pittsburgh Steelers  | Antoine Brooks                                                        | S                                                                     | Maryland                                                              | Big Ten                                                               |                                                                       |
|  | 6    | 199    | Los Angeles Rams     | Jordan Fuller                                                         | S                                                                     | Ohio State                                                            | Big Ten                                                               |                                                                       |
|  | 6    | 200    | Philadelphia Eagles  | Quez Watkins                                                          | WR                                                                    | Southern Miss                                                         | C-USA                                                                 |                                                                       |
|  | 6    | 201    | Baltimore Ravens     | James Proche                                                          | WR                                                                    | SMU                                                                   | The American                                                          |                                                                       |
|  | 6    | 202    | Arizona Cardinals    | Evan Weaver                                                           | ILB                                                                   | California                                                            | Pac-12                                                                |                                                                       |
|  | 6    | 203    | Minnesota Vikings    | Blake Brandel                                                         | OT                                                                    | Oregon State                                                          | Pac-12                                                                |                                                                       |
|  | 6    | 204    | New England Patriots | Cassh Maluia                                                          | LB                                                                    | Wyoming                                                               | MW                                                                    |                                                                       |
|  | 6    | 205    | Minnesota Vikings    | Josh Metellus                                                         | S                                                                     | Michigan                                                              | Big Ten                                                               |                                                                       |
|  | 6    | 206    | Jacksonville Jaguars | Tyler Davis                                                           | TE                                                                    | Georgia Tech                                                          | ACC                                                                   |                                                                       |
|  | 6    | 207    | Buffalo Bills        | Isaiah Hodgins                                                        | WR                                                                    | Oregon State                                                          | Pac-12                                                                |                                                                       |
|  | 6    | 208    | Green Bay Packers    | Jake Hanson                                                           | C                                                                     | Oregon                                                                | Pac-12                                                                |                                                                       |
|  | 6    | 209    | Green Bay Packers    | Simon Stepaniak                                                       | G                                                                     | Indiana                                                               | Big Ten                                                               |                                                                       |
|  | 6    | 210    | Philadelphia Eagles  | Prince Tega Wanogho                                                   | OT                                                                    | Auburn                                                                | SEC                                                                   |                                                                       |
|  | 6    | 211    | Indianapolis Colts   | Isaiah Rodgers                                                        | CB                                                                    | UMass                                                                 | Ind. (FBS)                                                            |                                                                       |
|  | 6    | 212    | Indianapolis Colts   | Dezmon Patmon                                                         | WR                                                                    | Washington State                                                      | Pac-12                                                                |                                                                       |
|  | 6    | 213    | Indianapolis Colts   | Jordan Glasgow                                                        | OLB                                                                   | Michigan                                                              | Big Ten                                                               |                                                                       |
|  | 6    | 214    | Seattle Seahawks     | Freddie Swain                                                         | WR                                                                    | Florida                                                               | SEC                                                                   |                                                                       |
|  | 7    | 215    | Cincinnati Bengals   | Markus Bailey                                                         | LB                                                                    | Purdue                                                                | Big Ten                                                               |                                                                       |
|  | 7    | 216    | Washington Redskins  | Kamren Curl                                                           | SS                                                                    | Arkansas                                                              | SEC                                                                   |                                                                       |
|  | 7    | 217    | San Francisco 49ers  | Jauan Jennings                                                        | WR                                                                    | Tennessee                                                             | SEC                                                                   |                                                                       |
|  | 7    | 218    | New York Giants      | Carter Coughlin                                                       | OLB                                                                   | Minnesota                                                             | Big Ten                                                               |                                                                       |
|  | 7    | 219    | Baltimore Ravens     | Geno Stone                                                            | SS                                                                    | Iowa                                                                  | Big Ten                                                               |                                                                       |
|  | 7    | 220    | Los Angeles Chargers | K.J. Hill                                                             | WR                                                                    | Ohio State                                                            | Big Ten                                                               |                                                                       |
|  | 7    | 221    | Carolina Panthers    | Stantley Thomas-Oliver                                                | CB                                                                    | Florida International                                                 | C-USA                                                                 |                                                                       |
|  | 7    | 222    | Arizona Cardinals    | Eno Benjamin                                                          | RB                                                                    | Arizona State                                                         | Pac-12                                                                |                                                                       |
|  | 7    | 223    | Jacksonville Jaguars | Chris Claybrooks                                                      | CB                                                                    | Memphis                                                               | The American                                                          |                                                                       |
|  | 7    | 224    | Tennessee Titans     | Cole McDonald                                                         | QB                                                                    | Hawaii                                                                | MW                                                                    |                                                                       |
|  | 7    | 225    | Minnesota Vikings    | Kenny Willekes                                                        | DE                                                                    | Michigan State                                                        | Big Ten                                                               |                                                                       |
|  | 7    | 226    | Chicago Bears        | Arlington Hambright                                                   | G                                                                     | Colorado                                                              | Pac-12                                                                |                                                                       |
|  | 7    | 227    | Chicago Bears        | Lachavious Simmons                                                    | OT                                                                    | Tennessee State                                                       | OVC                                                                   |                                                                       |
|  | 7    | 228    | Atlanta Falcons      | Sterling Hofrichter                                                   | P                                                                     | Syracuse                                                              | ACC                                                                   |                                                                       |
|  | 7    | 229    | Washington Redskins  | James Smith-Williams                                                  | DE                                                                    | NC State                                                              | ACC                                                                   |                                                                       |
|  | 7    | 230    | New England Patriots | Dustin Woodard                                                        | C                                                                     | Memphis                                                               | The American                                                          |                                                                       |
|  | 7    | 231    | Dallas Cowboys       | Ben DiNucci                                                           | QB                                                                    | James Madison                                                         | CAA                                                                   |                                                                       |
|  | 7    | 232    | Pittsburgh Steelers  | Carlos Davis                                                          | DT                                                                    | Nebraska                                                              | Big Ten                                                               |                                                                       |
|  | 7    | 233    | Philadelphia Eagles  | Casey Toohill                                                         | OLB                                                                   | Stanford                                                              | Pac-12                                                                |                                                                       |
|  | 7    | 234    | Los Angeles Rams     | Clay Johnston                                                         | LB                                                                    | Baylor                                                                | Big 12                                                                |                                                                       |
|  | 7    | 235    | Detroit Lions        | Jashon Cornell                                                        | DT                                                                    | Ohio State                                                            | Big Ten                                                               |                                                                       |
|  | 7    | 236    | Green Bay Packers    | Vernon Scott                                                          | FS                                                                    | TCU                                                                   | Big 12                                                                |                                                                       |
|  | 7    | 237    | Kansas City Chiefs   | Thakarius Keyes                                                       | CB                                                                    | Tulane                                                                | The American                                                          |                                                                       |
|  | 7    | 238    | New York Giants      | T.J. Brunson                                                          | OLB                                                                   | South Carolina                                                        | SEC                                                                   |                                                                       |
|  | 7    | 239    | Buffalo Bills        | Dane Jackson                                                          | CB                                                                    | Pittsburgh                                                            | ACC                                                                   |                                                                       |
|  | 7    | 240    | New Orleans Saints   | Tommy Stevens                                                         | QB                                                                    | Mississippi State                                                     | SEC                                                                   |                                                                       |
|  | 7    | 241    | Tampa Bay Buccaneers | Chapelle Russell                                                      | OLB                                                                   | Temple                                                                | The American                                                          |                                                                       |
|  | 7    | 242    | Green Bay Packers    | Jonathan Garvin                                                       | DE                                                                    | Miami (FL)                                                            | ACC                                                                   |                                                                       |
|  | 7    | 243    | Tennessee Titans     | Chris Jackson                                                         | CB                                                                    | Marshall                                                              | C-USA                                                                 |                                                                       |
|  | 7    | 244    | Minnesota Vikings    | Nate Stanley                                                          | QB                                                                    | Iowa                                                                  | Big Ten                                                               |                                                                       |
|  | 7    | 245    | Tampa Bay Buccaneers | Raymond Calais                                                        | RB                                                                    | Louisiana                                                             | Sun Belt                                                              |                                                                       |
|  | 7    | 246    | Miami Dolphins       | Malcolm Perry                                                         | RB                                                                    | Navy                                                                  | The American                                                          |                                                                       |
|  | 7    | 247    | New York Giants      | Chris Williamson                                                      | CB                                                                    | Minnesota                                                             | Big Ten                                                               |                                                                       |
|  | 7    | 248    | Los Angeles Rams     | Sam Sloman                                                            | K                                                                     | Miami (OH)                                                            | MAC                                                                   |                                                                       |
|  | 7    | 249    | Minnesota Vikings    | Brian Cole                                                            | OLB                                                                   | Mississippi State                                                     | SEC                                                                   |                                                                       |
|  | 7    | 250    | Los Angeles Rams     | Tremayne Anchrum                                                      | G                                                                     | Clemson                                                               | ACC                                                                   |                                                                       |
|  | 7    | 251    | Seattle Seahawks     | Stephen Sullivan                                                      | TE                                                                    | LSU                                                                   | SEC                                                                   |                                                                       |
|  | 7    | 252    | Denver Broncos       | Tyrie Cleveland                                                       | WR                                                                    | Florida                                                               | SEC                                                                   |                                                                       |
|  | 7    | 253    | Minnesota Vikings    | Kyle Hinton                                                           | C                                                                     | Washburn                                                              | MIAA                                                                  |                                                                       |
|  | 7    | 254    | Denver Broncos       | Derrek Tuszka                                                         | DE                                                                    | North Dakota State                                                    | MVFC                                                                  |                                                                       |
|  | 7    | 255    | New York Giants      | Tae Crowder                                                           | LB                                                                    | Georgia                                                               | SEC                                                                   |                                                                       |